# Уеркаль-Овера
Уеркаль-Овера (ісп. Huércal-Overa) — муніципалітет в Іспанії, у складі автономної спільноти Андалусія, у провінції Альмерія. Населення — 20 425 осіб (2023).
Муніципалітет розташований на відстані близько 370 км на південний схід від Мадрида, 75 км на північний схід від Альмерії.
На території муніципалітету розташовані такі населені пункти: (дані про населення за 2010 рік)
- Уеркаль-Овера: 13489 осіб
- Лос-Менас: 460 осіб
- Ла-Парата: 35 осіб
- Ла-Перулера: 51 особа
- Санта-Барбара: 48 осіб
- Альмахалехо: 146 осіб
- Ла-Консепсьйон: 125 осіб
- Педро-Гарсія: 7 осіб
- Ель-Пілар: 234 особи
- Гоньяр: 94 особи
- Лас-Норіас: 237 осіб
- Абехуела: 15 осіб
- Лос-Хібаос: 31 особа
- Фуенте-Амарга: 80 осіб
- Лас-П'єдрас: 88 осіб
- Ель-Пуертесіко: 165 осіб
- Рамбла-Гранде: 283 особи
- Гасія: 87 осіб
- Ель-Сальтадор: 619 осіб
- Сан-Франсіско: 489 осіб
- Ель-Гор: 60 осіб
- Ла-Оя: 163 особи
- Ла-Лома: 91 особа
- Санта-Марія-де-Ньєва: 378 осіб
- Ла-Фуенсанта: 14 осіб
- Хібілей: 17 осіб
- Лас-Лаборес: 159 осіб
- Уркаль: 613 осіб

## Демографія
Динаміка населення (INE ):

## Галерея зображень

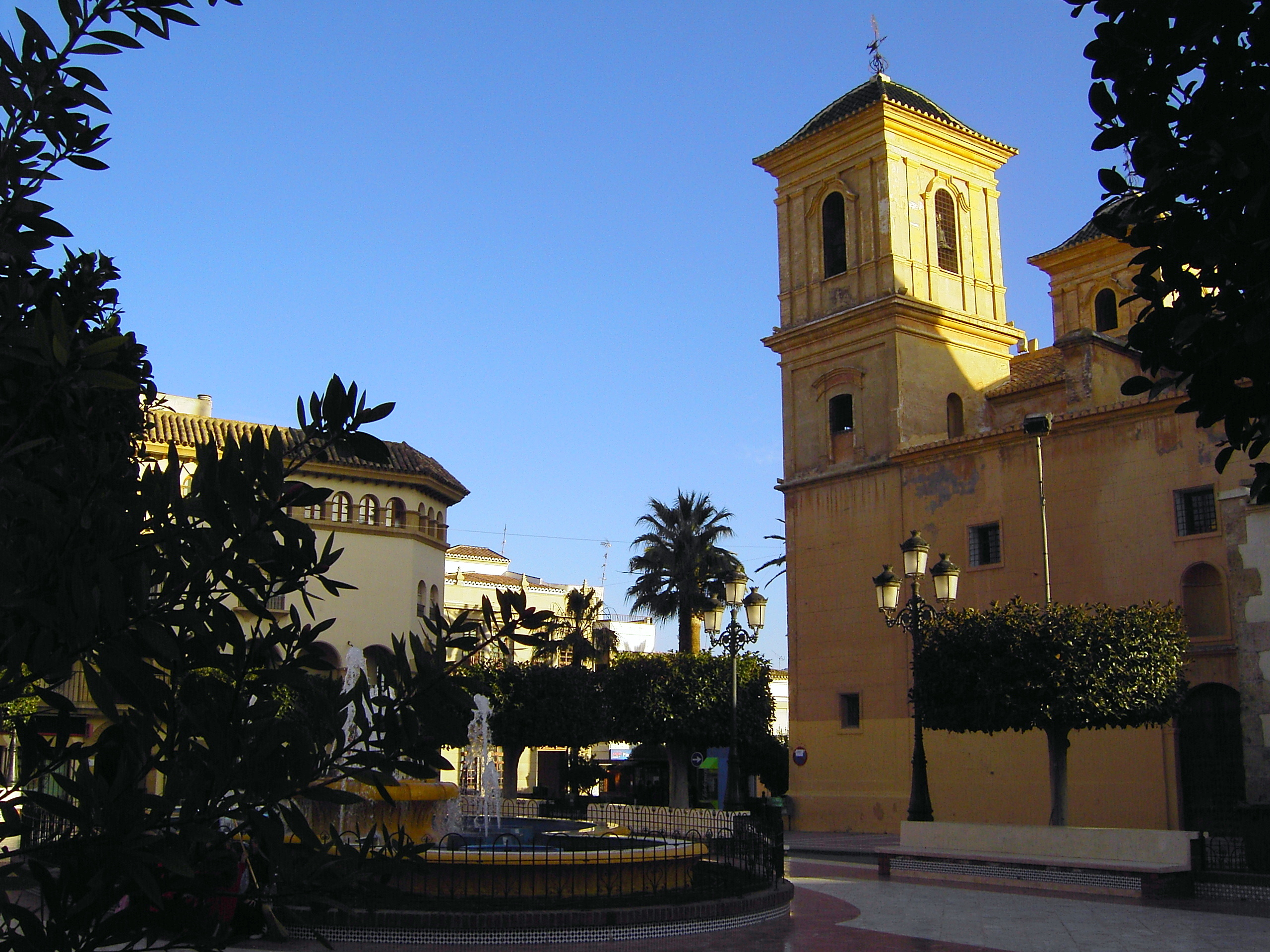
Історичний центр. Церква Нуестра-Сеньйора-де-ла-Асунсьйон
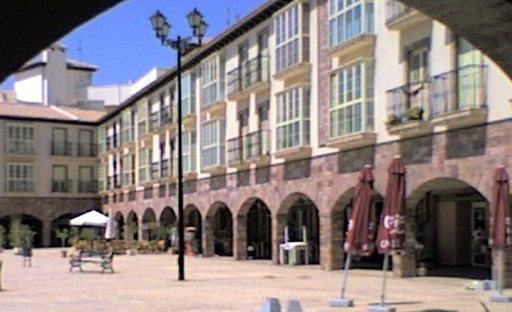
Пласа-Майор. XXI століття
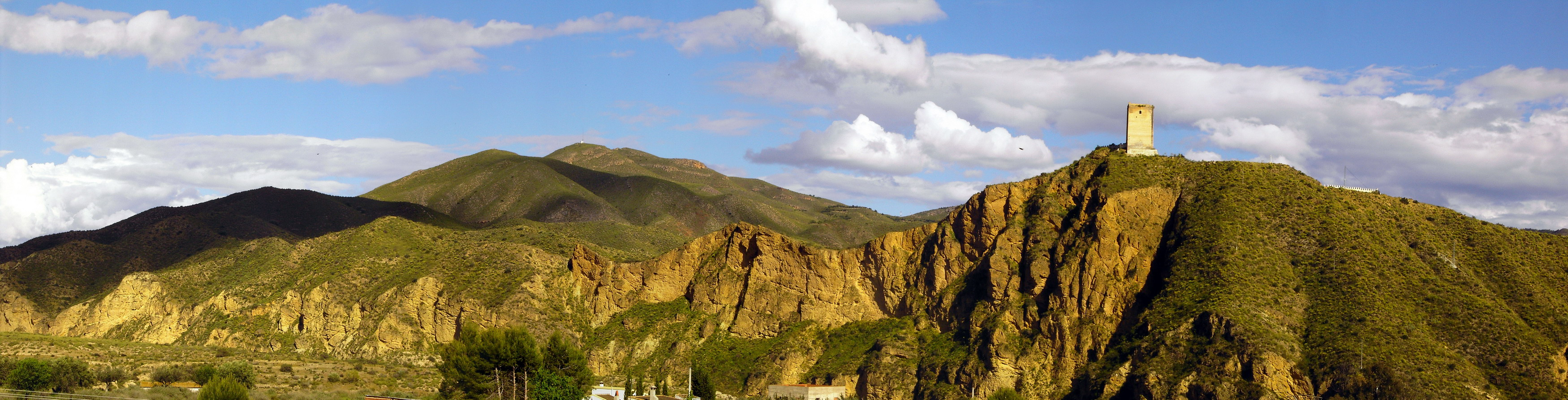
Панорама гір, на задньому плані - арабська вежа